# Tekeli
Tekeli (ryska: Текели) är en ort i provinsen Almaty i Kazakstan.   Tekeli ligger 1 146 meter över havet och antalet invånare är 26 678.
Terrängen runt Tekeli är varierad. Tekeli ligger nere i en dal. Den högsta punkten i närheten är 1,751 meter över havet, 2,6 km sydväst om Tekeli. 

## Bildgalleri

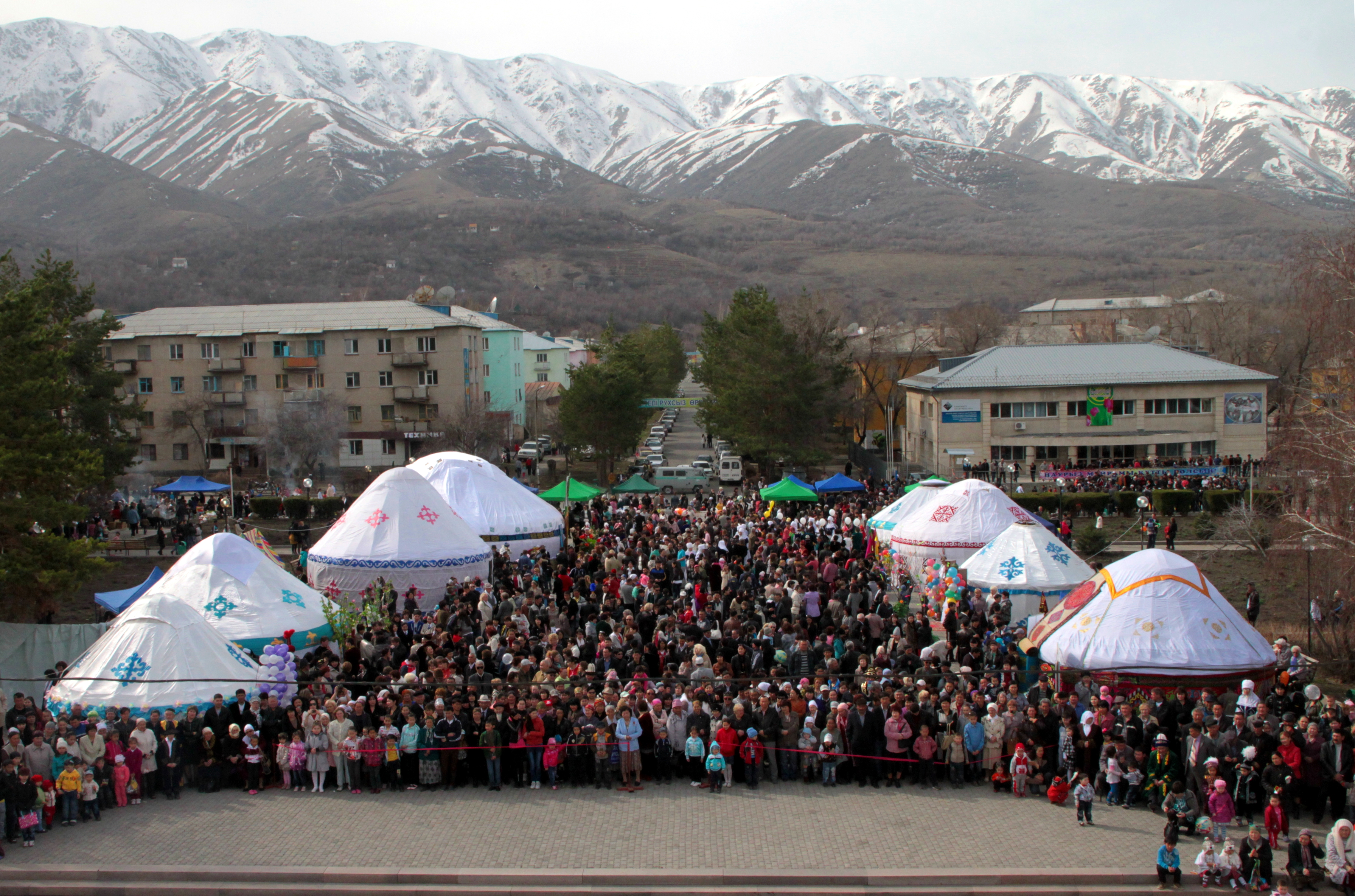
Nouruz, 2013
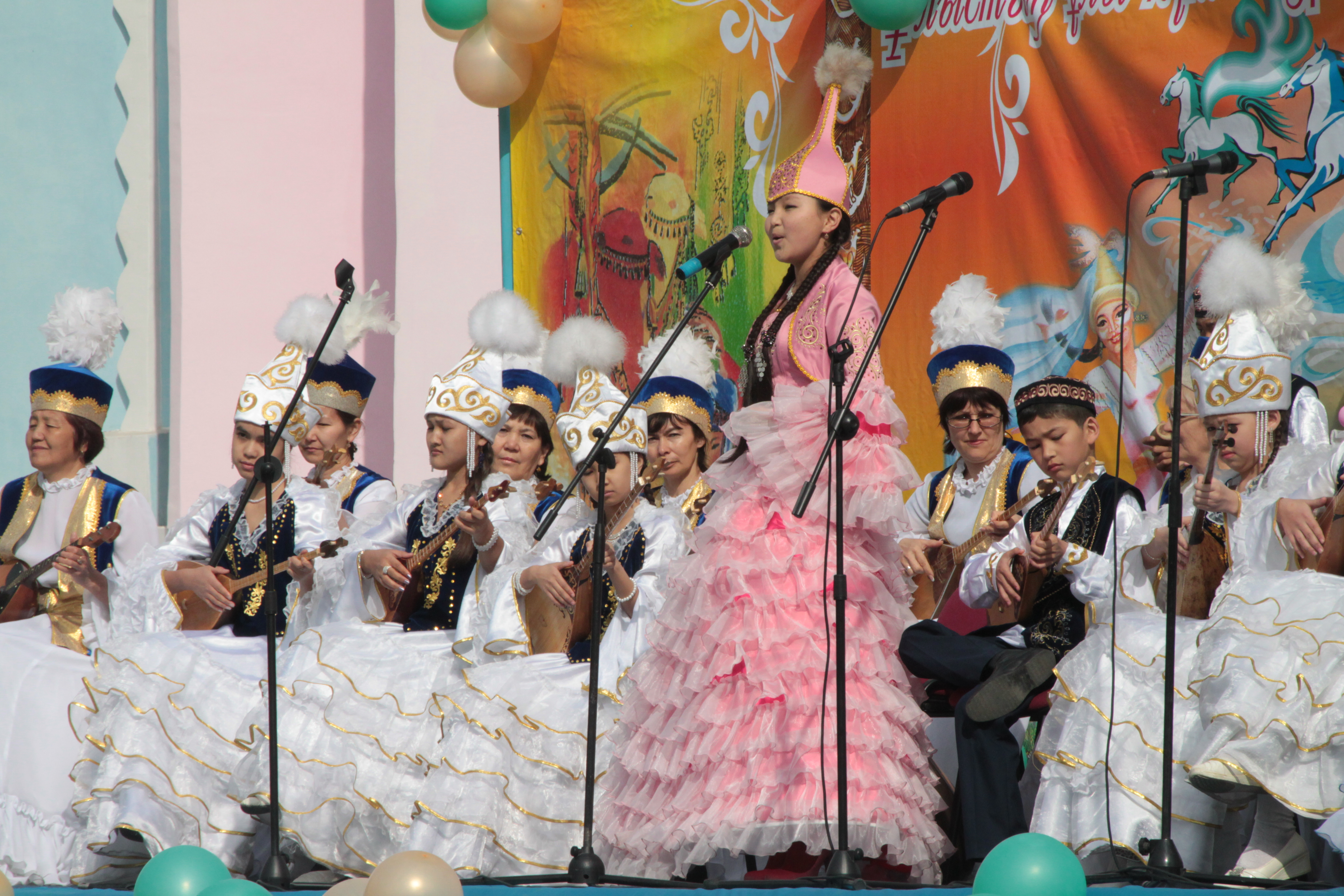
Nouruz, 2013
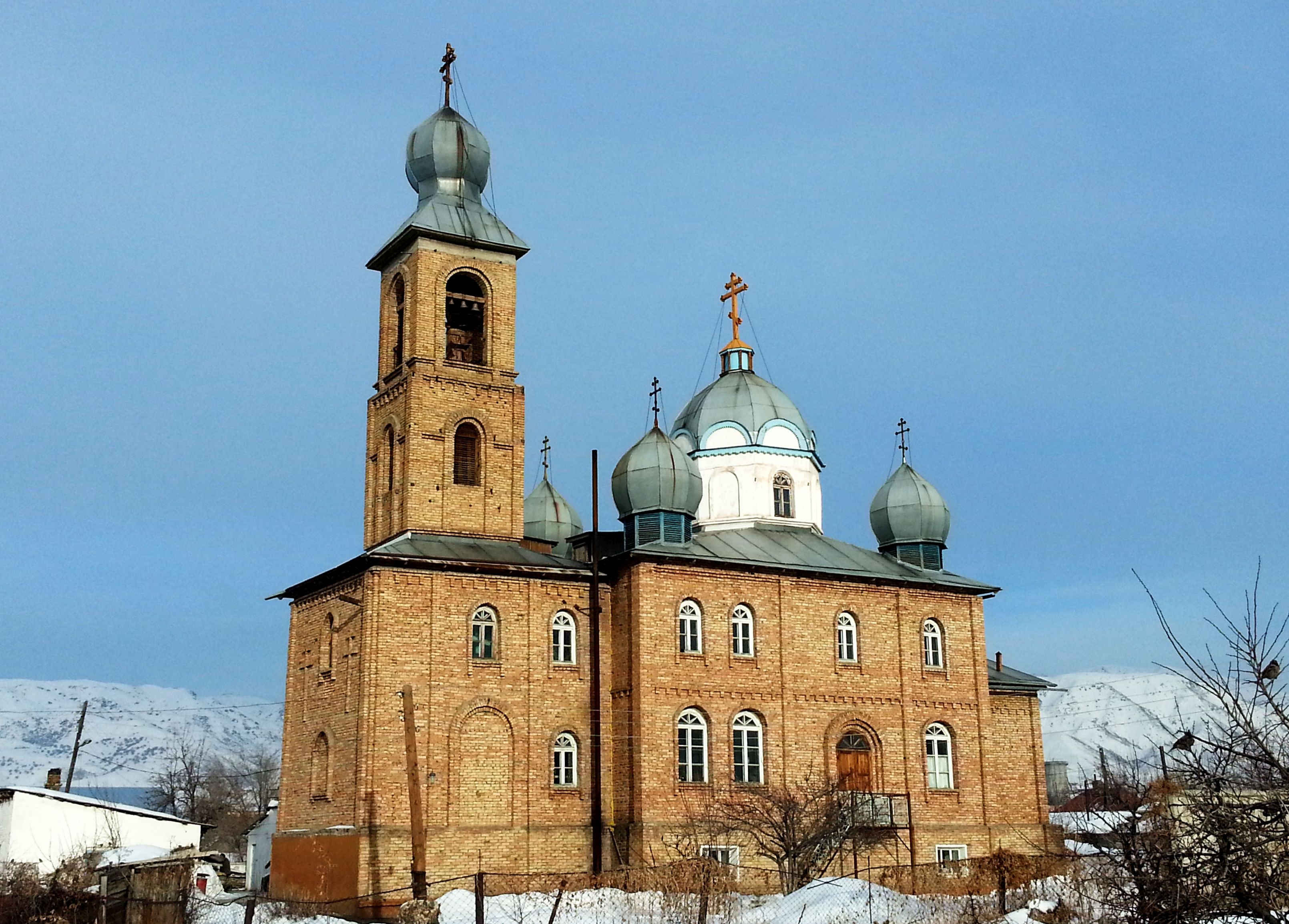
Ortodox kyrka i Tekeli